# Impuesto de consumos
Impuesto de consumos es la denominación de un impuesto indirecto establecido en la España del siglo XIX, vigente entre 1845 (la Reforma tributaria de Mon-Santillán) y comienzos del siglo XX (la ley de supresión de 12 de junio de 1911, que estableció un periodo transitorio hasta 1920); con un periodo intermedio de suspensión durante la revolución de 1868. También fue objeto de suspensiones locales. Sus diversas formas de gestión, y su propia naturaleza, provocaron un alto grado de descoordinación e ineficiencia. Su peso dentro de la hacienda española era discreto (el 12% de los ingresos ordinarios en 1874).
Fue ampliamente criticado por gravar los bienes de primera necesidad (de comer, beber y arder): alimentos, bebidas alcohólicas, combustibles y sal. Protagonizó el debate político, económico y social entre las distintas ramas del liberalismo español. Las protestas contra él recibieron el nombre de motines de consumos.
Fueron abolidos en 1868 por el gobierno del General Serrano  por tratarse una de las más antiguas reivindicaciones de las clases populares  —el propio José Canalejas los consideraba «una expoliación del proletariado»—. Pero para conseguir la aprobación de la ley que los sustituía por un impuesto progresivo sobre las rentas urbanas, que tendrían que pagar las clases acomodadas, Canalejas tuvo que emplearse a fondo con los diputados de su propio partido que se oponían al proyecto, amenazándoles con que «quien no vote [esta ley] está frente a mí y está fuera del partido liberal, sometido a mi jefatura por su voluntad». A pesar de todo treinta diputados votaron en contra.